# تاته‌ئوکا میتسوشیگه
تاته‌ئوکا میتسوشیگه (انگلیسی: Tateoka Mitsushige؛ ۱۵۴۷ – ۱۶۳۹) سامورایی، دایمیو در دوره سنگوکو بود.